# Hotspot (Genetik)
Ein Hotspot (‚heiße Stelle‘) bezeichnet in der Genetik Bereiche in der DNA, bei denen vermehrt Rekombinationen stattfinden.

## Eigenschaften
Die Rekombinationsrate in einem Hotspot kann im Vergleich zu den umgebenden DNA-Sequenzen bis zu tausendfach erhöht sein. Die Länge eines Hotspots ist meist zwischen 1,5 und 2 Kilobasen. Im menschlichen Genom existieren über 25.000 Hotspots. In Menschen kommt ein Crossing-over in einem Hotspot durchschnittlich etwa alle 1300 Meiosen vor, in einzelnen Hotspots können alle 110 Meiosen eine Rekombination stattfinden.
Hotspots sind empfindlicher für einen DNA-Schaden und eine teilweise fehlerhafte DNA-Reparatur und dienen möglicherweise einer erhöhten Rekombinationsrate.
Vermutlich ist das Protein PRDM9 eine Folge einer Rekombination in einem Hotspot in Säugern.

### aDNA
In der aDNA-Forschung wird als Hotspot eine Stelle bezeichnet, an der besonders häufig postmortale Veränderungen im DNA-Strang beobachtet werden.
Nach dem Tod eines Lebewesens beginnt sofort die Autolyse (Zersetzung) molekularer Zellbestandteile, darunter auch des Erbgutes, der DNA. Die Zersetzungsprozesse führen nicht immer zur vollständigen Zerlegung der DNA-Stränge, sondern können auch Strukturveränderungen an einzelnen Basen oder Basenpaaren hervorrufen, die zu Reproduktionsfehlern bei der technischen Vervielfältigung (Polymerase-Kettenreaktion, PCR) und damit indirekt zu Lesefehlern bei der Sequenzierung führen.
Diese Strukturveränderungen werden als damage (deutsch: „Beschädigung“) bezeichnet. Sie können gehäuft an, und in der Nähe von Positionen im DNA-Molekül auftreten, an denen auch bevorzugt Rekombinationsfehler (Punktmutationen) im lebenden Organismus vorkommen (mutational hotspots). Solche, eventuell strukturbedingt labileren, Bereiche werden als Hotspots bezeichnet.
An diesen Hotspots ist eine Unterscheidung zwischen In-vivo-Mutation und postmortaler Veränderung anhand herkömmlicher Aufbereitungs- und Sequenzierungsverfahren nicht vollständig möglich. Die Behandlung der Proben vor der PCR mit Uracil-N-Glycosylase führt zur Zerstörung veränderter Molekülreste.
Daneben werden statistische Methoden genutzt, um aDNA-Sequenzen von postmortalen Artefakten zu „bereinigen“.